# Narathura maranda
Narathura maranda är en fjärilsart som beskrevs av Corbet 1941. Narathura maranda ingår i släktet Narathura och familjen juvelvingar. Inga underarter finns listade i Catalogue of Life.